# Régiment des chasseurs de Lorraine
Le régiment des chasseurs de Lorraine est un régiment de cavalerie du royaume de France, de la République française et du Premier Empire, créé en 1779 devenu le 9e régiment de chasseurs à cheval.

## Création et différentes dénominations
- 29 janvier 1779 : création du 3e régiment de chasseurs à cheval
- 8 aout 1784 : renommé régiment des chasseurs des Vosges
- 17 mars 1788 : transformé en chasseurs, le régiment des chasseurs de Lorraine
- 1er janvier 1791 : renommé 9e régiment de chasseurs
- 24 septembre 1803 : renommé 9e régiment de chasseurs à cheval
- 1815 : licencié

## Équipement

### Habillement

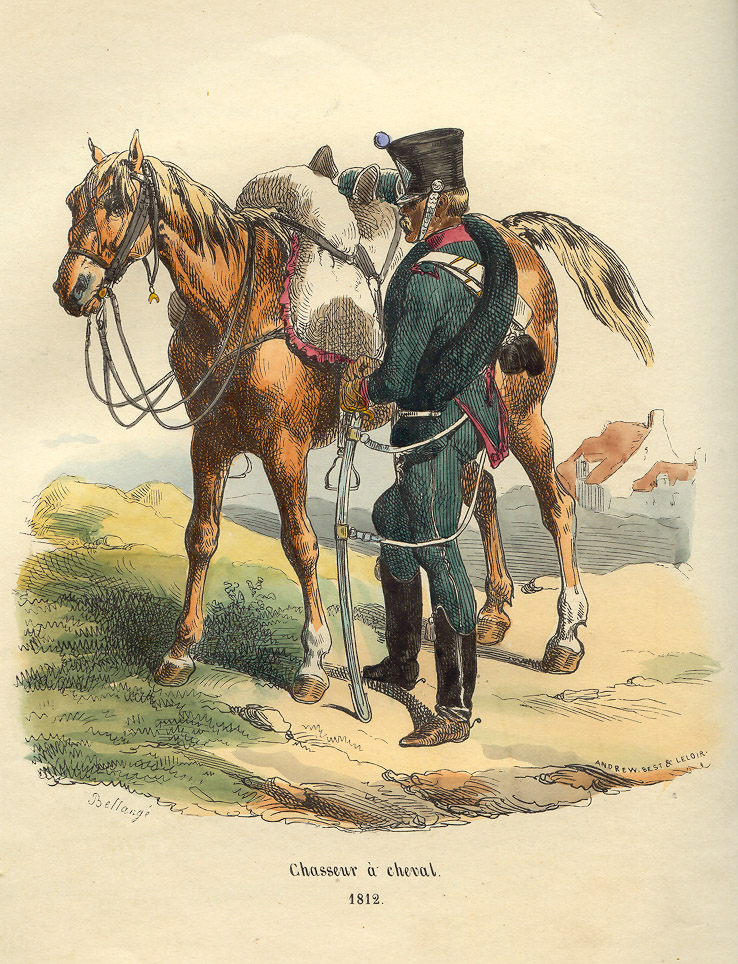
Chasseur à cheval de la Grande Armée, gravure de Bellangé illustrant l’Histoire de Napoléon de Laurent de l’Ardèche, 1843.

Uniformes
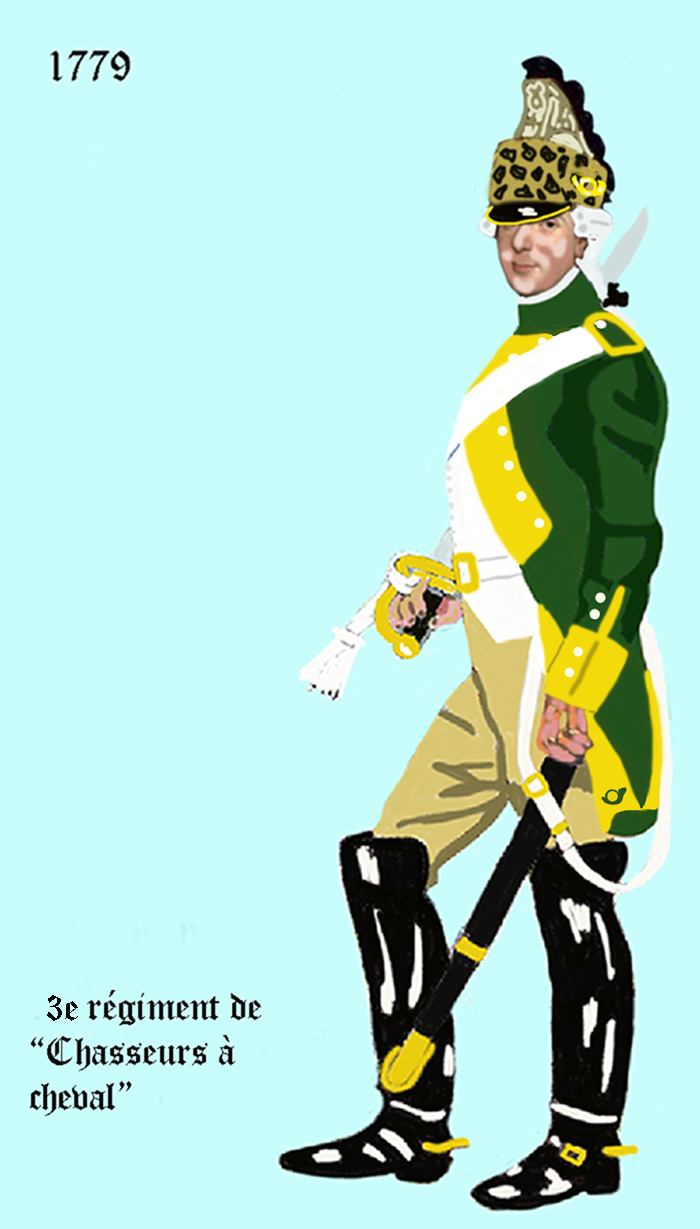
3e régiment de chasseurs à cheval de 1779 à 1784
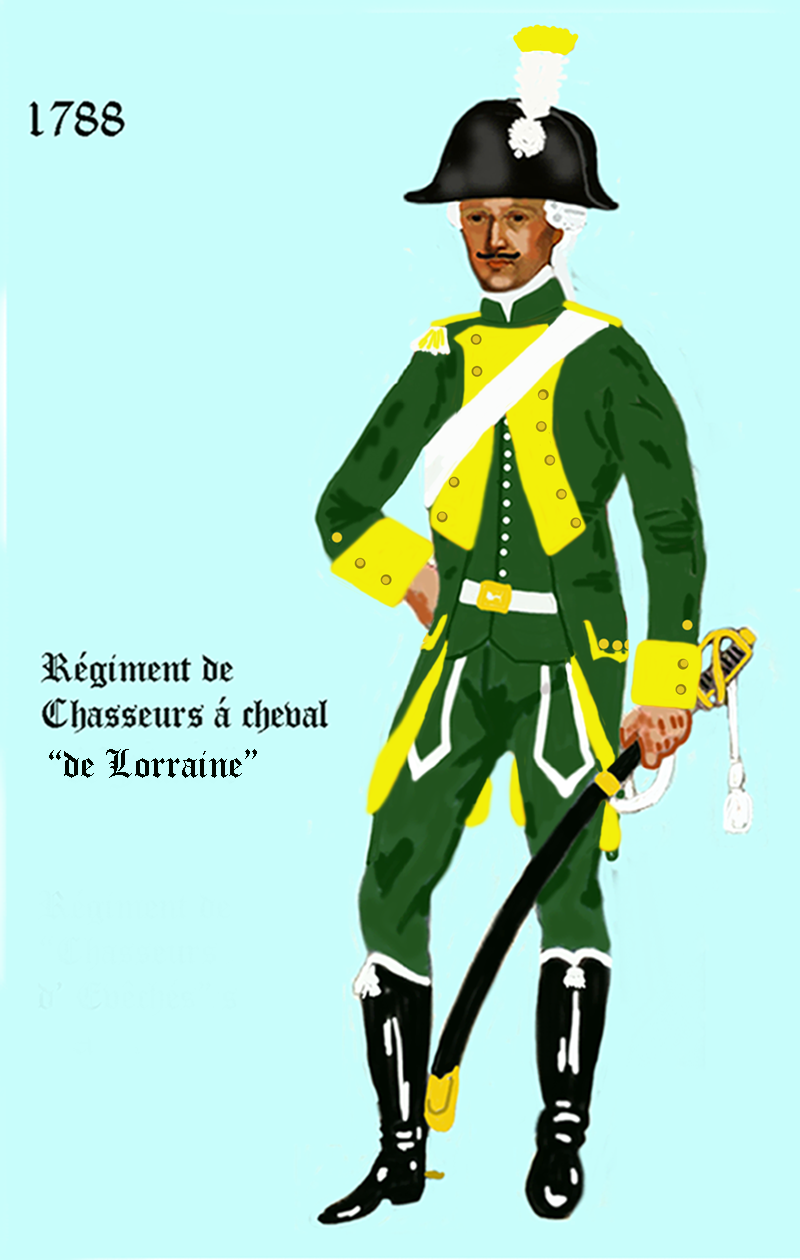
Régiment de chasseurs à cheval de Lorraine de 1786 à 1789
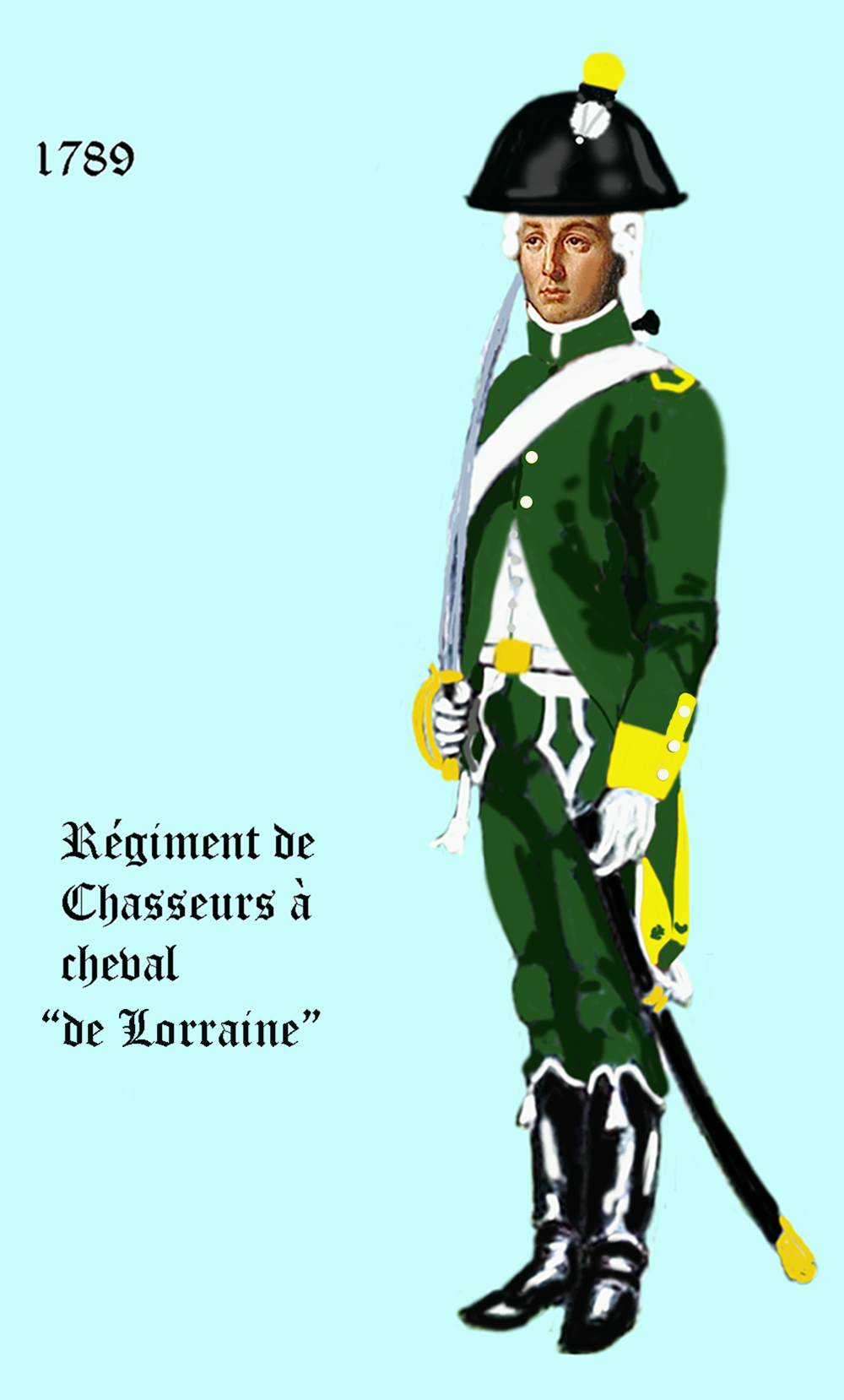
Régiment de chasseurs à cheval de Lorraine de 1789 à 1791
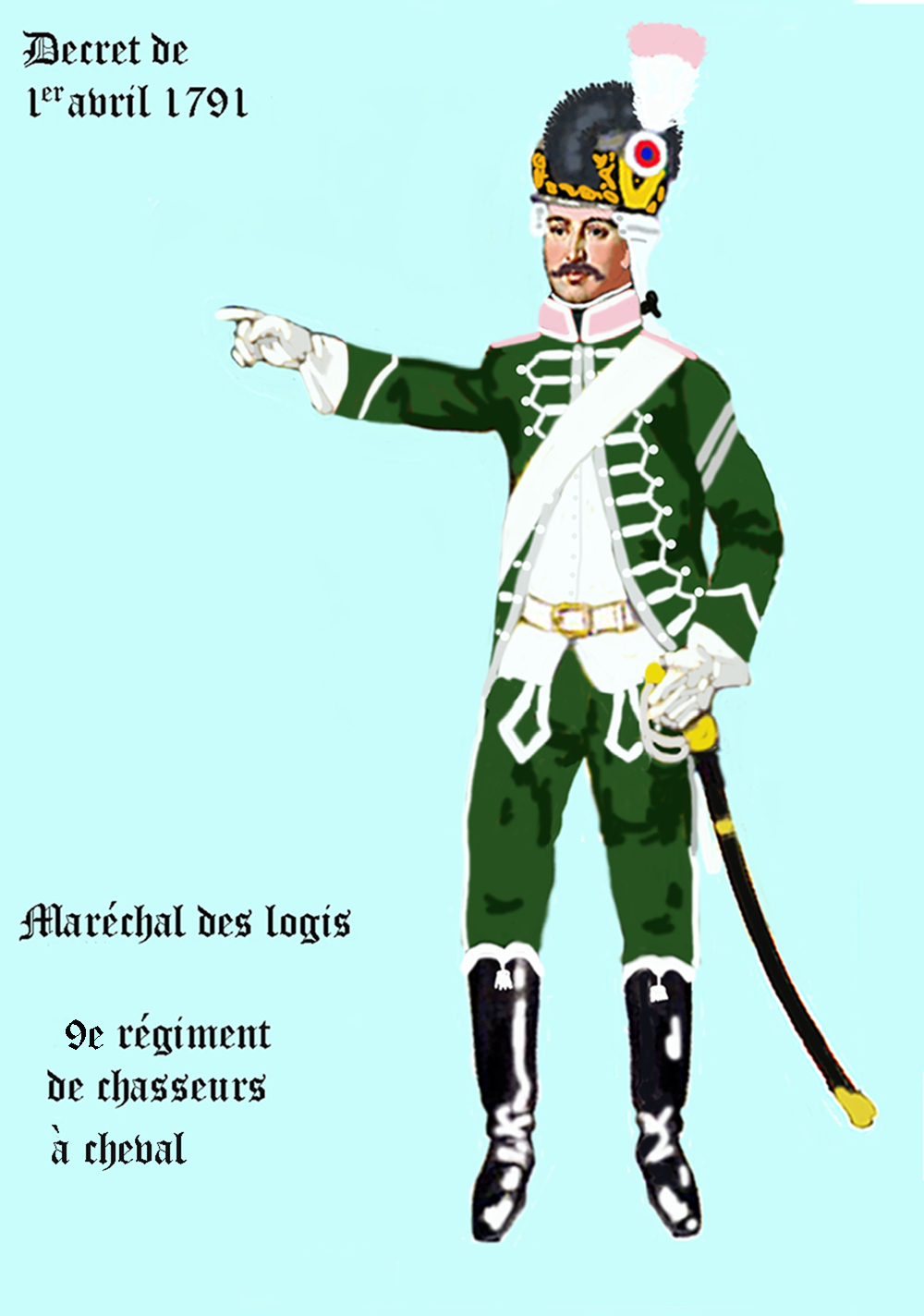
9e régiment de chasseurs à cheval par décret de 1791

## Historique

### Colonels et chefs de brigade
- 29 janvier 1779 : comte de Viomenil
- 1784 : M. de Balthazard, brigadier
- 1784 : M. de Mondésir, brigadier
- 17 mars 1788 : vicomte de Rouault
- 16 novembre 1789 : comte de Pusignien
- 25 juillet 1791 : Jacques Marguerite Pilotte de La Barollière, † 1er décembre 1827
- 26 janvier 1793 : Jérôme Étienne Marie Richardot, † 28 mars 1794
- 1793 : Jacques Hyacinthe La Blanche
- 1793 : François Doncourt
- 1793 : Jean François Allard
- 14 prairial an IV (1796) : Paul Ange Louis Gardane, † 30 janvier 1818
- 1799 : François Augustin Liebault, † 1799
- 1799 : Jean Pierre Thullier
- 20 août 1808 : Charles-Henri Delacroix, † 30 décembre 1845
- 1809 : Pierre Antoine Bruneteau de Saint-Suzanne
- 1813 : Eugène François d’Avranges Dukermont
- 1815 : Charles Louis Lapique

### Campagnes et batailles
Le 9e régiment de chasseurs à cheval a fait les campagnes de 1792 à 1794 aux armées de la Moselle et de Sambre-et-Meuse.

Il a fait les campagnes des ans IV et V à l’armée de Sambre-et-Meuse ; an VI à l’armée de Mayence  ; an VII aux armées de Mayence et d’Italie ; an VIII et IX à l’armée d’Italie. Faits d’armes : bataille d’Altenkirchen et passage de la Rednitz, les 4 juin et 6 août 1796 ; bataille de Neuwied, le 18 avril 1797.

Campagnes de l’an XII à 1807 à l’armée de Naples ; 1808 aux armées de Naples et d’Italie ; 1809 à l’armée d’Allemagne ; 1810 et 1811 aux armées de Naples et d’Italie ; 1812 au corps d’observation de l’Elbe (4e de la Grande Armée) ; 1813 au 4e corps de la Grande Armée (1er de cavalerie) ; 1814 au 1er corps de cavalerie de la Grande Armée ; 1815 au 2e corps d’armée.